# Orley Ashenfelter

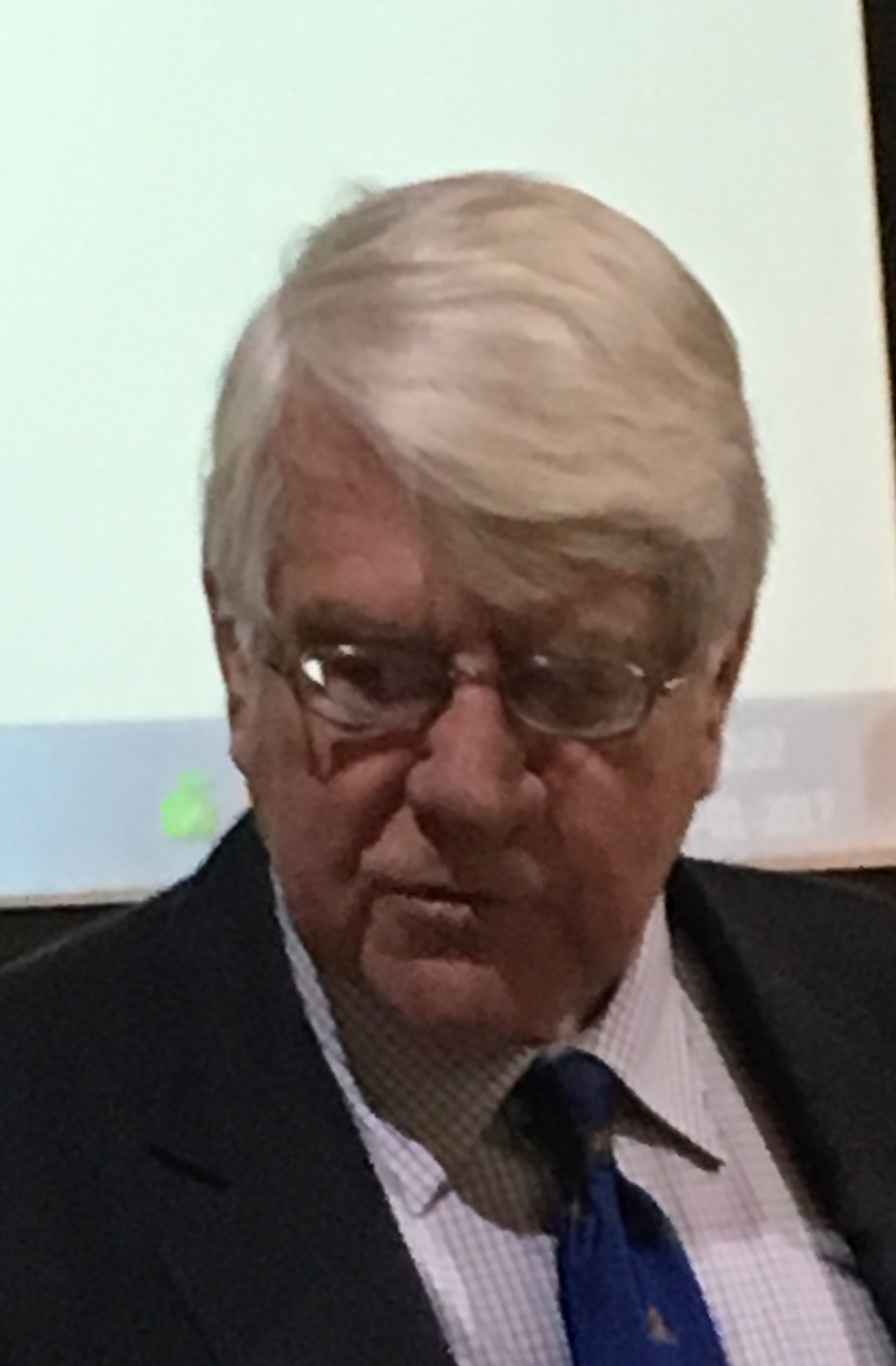
Orley Ashenfelter (2017)

Orley Clark Ashenfelter (* 18. Oktober 1942 in San Francisco, Kalifornien) ist ein US-amerikanischer Ökonom auf dem Gebiet der Arbeitsmarktökonomik, der Ökonometrie und der Ökonomischen Analyse des Rechts. Ashenfelter befasst sich unter anderem mit dem Einfluss der Schulbildung auf das (spätere) Einkommen oder dem Vergleich von Einkommen über Landesgrenzen hinweg. Er ist Joseph Douglas Green 1895 Professor of Economics an der Princeton University und ist Direktor der dortigen Industrial Relations Section.
Ashenfelter erwarb 1964 einen Bachelor am Claremont McKenna College und 1970 einen Ph.D. an der Princeton University. 1972/73 war er Leiter der Abteilung für Evaluation am U.S. Department of Labor. Von 1985 bis 2001 war er Herausgeber der American Economic Review, von 1999 bis 2005 war er Mitherausgeber der American Law and Economics Review. Er ist Herausgeber des Handbook of Labor Economics.
Ashenfelter erhielt zahlreiche Auszeichnungen, darunter 1976 ein Guggenheim-Stipendium, 1982 die Frisch-Medaille, 2003 den IZA Prize in Labor Economics und 2005 den Jacob-Mincer-Preis. 1993 wurde er zum Mitglied der American Academy of Arts and Sciences gewählt und 2005 zum korrespondierenden Mitglied der Royal Society of Edinburgh. Seit 2017 ist er gewähltes Mitglied der American Philosophical Society, seit 2018 der National Academy of Sciences und der British Academy. 2003 war Ashenfelter Präsident der Society of Labor Economists, 2010 der American Law and Economics Association und 2011 der American Economic Association. 2014 erhielt er ein Ehrendoktorat der Karls-Universität in Prag.
Ashenfelter ist verheiratet.